# Ovindoli
Ovindoli är en ort och kommun i provinsen L'Aquila i regionen Abruzzo i Italien. Kommunen hade 1 202 invånare (2018).